# Председнички авион
Председнички авион (енгл. Air Force One) је акциони трилер из 1997. са Харисоном Фордом, Гаријем Олдманом и Глен Клоус у главним улогама. 

## Радња
1997. године војска, која је остала лојална совјетском систему, преузела је власт у Казахстану са намером да оживи СССР, на челу са војном владом. Америчке специјалне снаге спроводе операцију хватања казахстанског диктатора, генерала Ивана Радека (Јирген Прохнов).
У Москви (Русија) прослављају хапшење Радека. Церемонији присуствује амерички председник Џејмс Маршал (Харисон Форд), који држи оштар говор о новој политици непомирења са терором, након чега је авионом Air Force One одлетео из Москве. Приликом слетања, под маском московских новинара, група казахстанских терориста коју предводи Јегор Коршунов (Гари Олдман) се инфилтрира како би захтевала пуштање Радека из затвора.
Када је авион отет, председник мора да буде евакуисан уз помоћ капсуле за спасавање, али, када су је пронашли спасиоци, испоставило се да је празна; испоставило се да је председник био у авиону. Излази из одељења за спасавање и почиње елиминацију терориста, затим проналази сателитски телефон и контактира „Белу кућу”. Под вођством техничког стручњака, он испушта део млазног горива, надајући се да ће недостатак натерати терористе да слете, али терористи захтевају пуњење горивом из ваздуха. После још једног окршаја са стражарима, председник је узет за таоца. Након процене ситуације, одлучује да их евакуише из авиона падобраном из товарног простора, након што је наредио танкеру „КЦ-10 Екстендер”, кроз Белу кућу да се спусти на безбедну висину за падобранство. Приликом допуњавања горива, терористи примећују таоце у бекству и дижу у ваздух врата товарног простора. Као резултат подрхтавања, црево за допуњавање горива се откачи, млазно гориво се запали и авион за пуњење експлодира. 
Air Force One, у међувремену, улази у ваздушни простор Казахстана, а пратња америчког ратног ваздухопловства Ф-15, на захтев вође терориста Коршунова (Гари Олдман), напушта авион. Коршунов, тукући председника и претећи смрћу супрузи и ћерки, постиже свој циљ – Маршал зове Москву и захтева ослобађање Радека. Радек је пуштен, његове присталице ликују, а терористи се радују у авиону — задатак им је извршен. Али председник успева да се ослободи „лисица” од селотејпа и сви терористи гину у борби са њим, а потом и сам Коршунов када је покушао да скочи падобраном. Авион је остао без пилота (упуцани су док су покушавали да слете у немачку авио-базу Рамштајн).
Председник Маршал одмах даје наређење да убију Радека, а сам, као бивши војни пилот, седи на челу напада. Затворски чувари пуцају у Радека. У Белој кући и Кремљу ликују: председнички авион је ослобођен, али Радекови саучесници не одустају – ловци МиГ-29 Казахстанског ратног ваздухопловства из ваздухопловне базе коју контролише Радек крећу ка Air Force One; њих заузврат лове Ф-15 америчких ваздухопловних снага. Током ваздушне битке „Ер форс један” је тешко оштећен и делимично губи контролу, авио гориво је на измаку.
Оближњи авион америчког ваздухопловства „Локид МЦ-130 Либерти” за слетање лети да помогне авиону да не изгуби висину. Људи који су остали у председниковом авиону евакуишу се на необичан начин - развлачењем кабла између авиона и транспортовањем свих дуж њега до „МЦ-130”. Породица и рањени шеф администрације су успешно евакуисани, остало је време само за евакуацију председника, али он је непоколебљив - сви морају бити спасени. Изненада, шеф председниковог обезбеђења Гибс (Зандер Беркли), за кога се испоставило да је издајник, убија падобранца и мајора и каже председнику да ће следећи председник САД постати он, као његов шеф обезбеђења. Маршал успева да га победи у борби и евакуише се, а председнички авион са Гибсом који је остао у њему пада у Каспијско море и руши се. 

## Улоге
| Глумац            | Улога                                                        |
| ----------------- | ------------------------------------------------------------ |
| Харисон Форд      | Председник САД Џејмс Маршал                                  |
| Гари Олдман       | Јегор Коршунов                                               |
| Глен Клоус        | Потпредседник Кетрин Бенет                                   |
| Венди Крусон      | Прва дама Грејс Маршал                                       |
| Лајзел Метјуз     | Прва кћерка Алис Маршал                                      |
| Пол Гилфојл       | Шеф особља беле куће Лојд Шепард                             |
| Зандер Беркли     | Агент Гибс                                                   |
| Вилијам Х. Мејси  | Мајор Колдвел                                                |
| Дин Стоквел       | Секретар одбране Волтер Дин                                  |
| Том Еверет        | Саветник за националну безбедност Џек Доерти                 |
| Јирген Прохнов    | Генерал Иван Радек                                           |
| Дона Булок        | Секретар за јавност Мелани Мичел                             |
| Мајкл Реј Милер   | Пуковник Акселрод                                            |
| Олег Тактаров     | Затворски чувар                                              |
| Паша Личњиков     | Затворски чувар                                              |
| Карл Вајнтрауб    | Потпуковник Ингрејам                                         |
| Алан Вулф         | Председник Русије Петров                                     |
| Иља Бaскин        | Андрeј Колчaк                                                |
| Лeвaн Учaнeишвили | Сeргeј Лeнски (кaо Лeвaни)                                   |
| Дaвид Вaдим       | Игор Нeвски                                                  |
| Ендру Дивоф       | Борис Васиљeв                                                |
| Иља Волок         | Влaдимир Крaсин                                              |
| Бил Смитрович     | Генерал, председник Заједничког штаба Вилијам Нортвуд        |
| Филип Бејкер Хол  | државни правобранилац Сједињених Америчких Држава Ендру Ворд |
| Брајан Либи       | Наредник Филипс, главни механичар Председничког Авиона       |